# 아스티카와 나스티카
아스티카(산스크리트어: आस्तिक āstika)와 나스티카(산스크리트어: नास्तिक nāstika)는 각각 정통(正統)과 이단(異端)을 뜻하는 힌두교의 전문 용어이다. 힌두교에서는 철학 학파나 인물을 베다를 신으로부터 계시된 가장 권위 있는 경전으로 인정하는가의 여부에 따라 아스티카 혹은 나스티카로 분류한다. 이 분류법에 따라, 니야야 · 바이셰시카 · 삼키아 · 요가 · 미맘사 · 베단타의 여섯 학파는 아스티카로 분류되고, 차르바카파 · 자이나교 · 불교 등의 학파는 나스티카로 분류된다. 아스티카와 나스티카를 구분하는 것은 동양과 서양의 다른 종교 및 철학 전통에서 정통(orthodox)과 이단(heterodox)을 구분하는 것과 유사하다.

## 같이 보기
- 힌두교
- 힌두 철학
- 힌두교의 무신론

## 참고 문헌
- Flood, Gavin (1996). 《An Introduction to Hinduism》. Cambridge: Cambridge University Press. ISBN 81-7596-028-0.
- Radhakrishnan, Sarvepalli; Moore, Charles A.; Moore, Charles A. (1989) [1957]. 《A Source Book in Indian Philosophy》 Princeton paperback 12판. Princeton University Press. ISBN 0-691-01958-4.